# Тёнсберг, Анетте
Анетте Тёнсберг-Холт (норв. Anette Tønsberg-Holt; род. 2 апреля 1970) — норвежская конькобежка. Участница зимних Олимпийских игр 1992 и 1998 года, 6-кратная чемпион Норвегии в классическом многоборье, 17-кратная на отдельных дистанциях, 19-кратная призёр чемпионата Норвегии. Выступала за команду "Aurskog/Finstadbru Sportklubb".

## Биография
Анетте Тёнсберг родилась в коммуне Лёренскуг и начала заниматься конькобежным спортом в возрасте 9-лет в клубе "Aurskog/Finstadbru Sportklubb" в Эурскуг-Хёланне. С 1981 года она участвовала на молодёжном чемпионате Норвегии, а с 1985 года стала выступать на чемпионате Норвегии в категории взрослых. В январе 1988 года Анетте стала бронзовым призёром чемпионата Норвегии в многоборье, а также дебютировала на чемпионате мира среди юниоров в Южной Корее. Через год заняла 2-е место на чемпионате Норвегии в сумме многоборья.
В декабре 1989 года Тёнсберг выиграла две бронзы на чемпионате Норвегии в забегах на 1500 и 3000 м, а также серебро на 5000 м и в январе 1990 года дебютировала на чемпионате Европы в Хамаре, где заняла 21-е место в многоборье. Она была хорошим универсалом и в феврале стала серебряным призёром на чемпионате Норвегии в спринтерском многоборье. В 1991 году Анетте впервые выиграла чемпионат Норвегии на дистанциях 3000 м и 5000 м. На чемпионате Европы в Сараево она заняла 15-е место в сумме многоборья.
В сезоне 1991/1992 после очередных успехов на Национальном чемпионате она участвовала на своих первых зимних Олимпийских играх в Альбервилле и в забеге на 3000 м заняла 19-е место, а в беге на 5000 м стала 21-й. На чемпионате мира в классическом многоборье заняла 27-е место. С 1992 года по 1999 год Анетте участвовала в мировых первенствах ежегодно вплоть до своей беременности. Лучшим результатом стало 8-е место на чемпионате мира в классическом многоборье в Бьютте в 1994 году.  
В 1993 году она стала 11-й в многоборье на очередном чемпионате Европы, а через год заняла 10-е место. В том же 1994 году Тёнсберг стала впервые чемпионкой Норвегии в классическом многоборье и держала свои титул вплоть до 1998 года включительно, не считая золотых медалей на отдельных дистанциях. В 1995 году выиграла три золотых медали на Национальном чемпионате в забегах на 1500, 3000 и 5000 м. В 1997 году на чемпионате Европы в Херенвене поднялась на 8-е место, что стало её лучшим результатом за всю карьеру. В марте дебютировала на чемпионате мира на отдельных дистанциях в Варшаве, где заняла 7-е место в беге на 3000 м, 10-е на 5000 м и 15-е на 1500 м.
В январе 1998 года Анетте повторила свой прошлогодний результат в многоборье на чемпионате Европы в Хельсинки, а через месяц на вторых своих зимних Олимпийских играх в Нагано участвовала на трёх дистанциях. В забеге на 1500 м заняла 17-е место, на 3000 м - 15-е и на 5000 м - 13-е. В марте на чемпионате мира на отдельных дистанциях в Калгари заняла 9-е место в забеге на 1500 м и 10-е на 3000 м. В 1999 году попробовала участвовать на чемпионате мира в спринтерском многоборье в Калгари и заняла там 24-е место. В марте, после чемпионате мира на отдельных дистанциях, где заняла лучшее 16-е место в забегах на 1500 и 3000 м, она ушла в декретный отпуск.
В октябре 2001 года Тёнсберг вернулась к соревнованиям и участвовала в нескольких этапах Кубка мира, на чемпионате Европы в Эрфурте в январе 2002 года финишировала 10-й в многоборье. В феврале руководство федерации исключили её из олимпийской команды, и она не поехала на Олимпиаду в Солт-Лейк-Сити. Следом выиграла блестяще чемпионат Норвегии на дистанциях 1500 м, 3000 м и в многоборье, а также участвовала на чемпионате мира в классическом многоборье в Херенвене, где заняла 18-е место. Она завершила карьеру спортсмена после того сезона.

## Личная жизнь и семья
Анетте Тёнсберг в 2000 году стала мамой маленького Асбьёрна. Вместе с мужем Оле Холтом Олсеном они открыли тренажерный зал в Эурскуг-Хёланне. После ухода из спорта получила диплом юриста и с апреля 2002 года работала заместителем судьи в окружном суде.